# Mammillaria erythrosperma
Mammillaria erythrosperma är en kaktusväxtart som beskrevs av Boed. Mammillaria erythrosperma ingår i släktet Mammillaria och familjen kaktusväxter. Inga underarter finns listade i Catalogue of Life.

## Bildgalleri

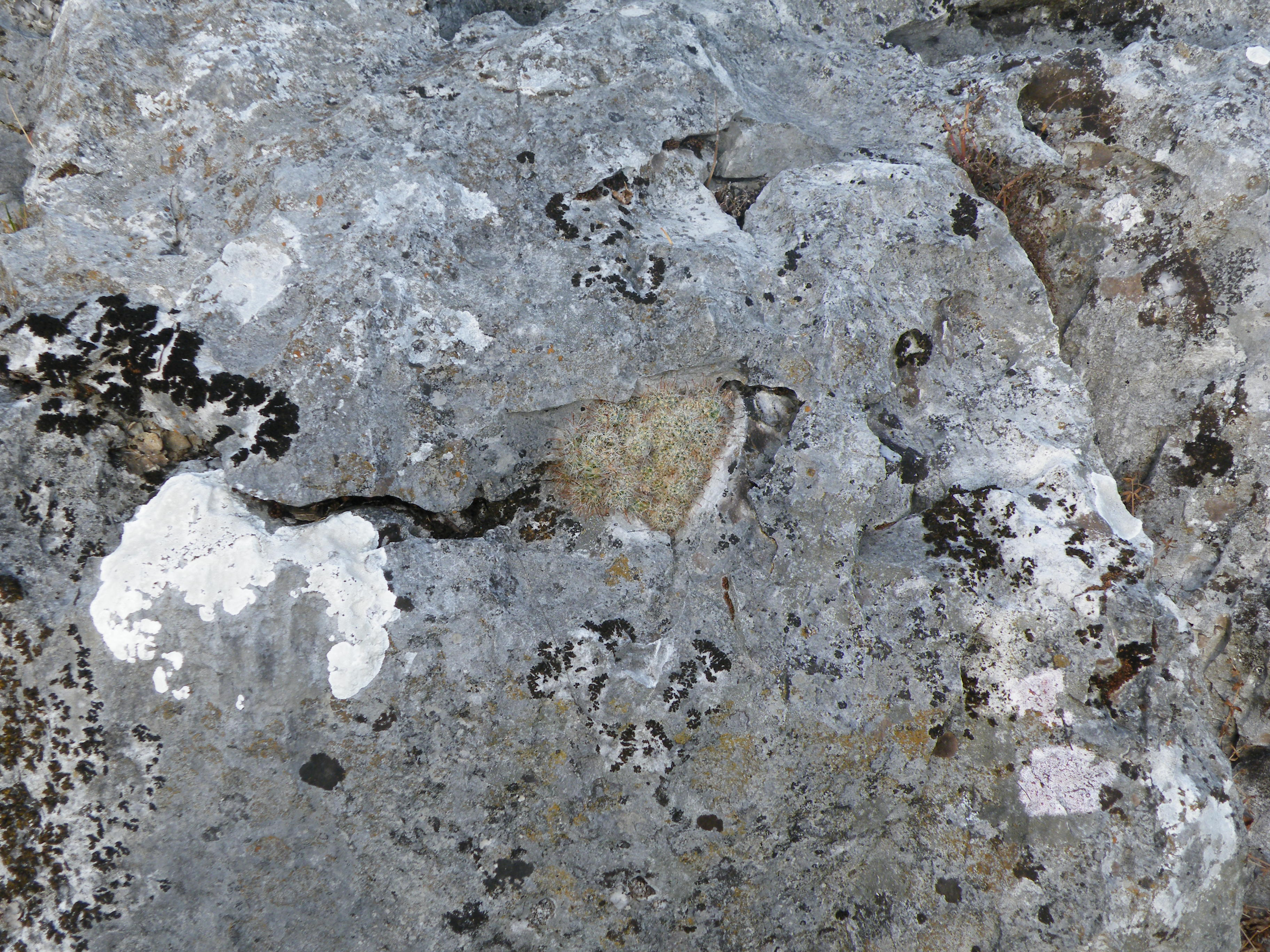
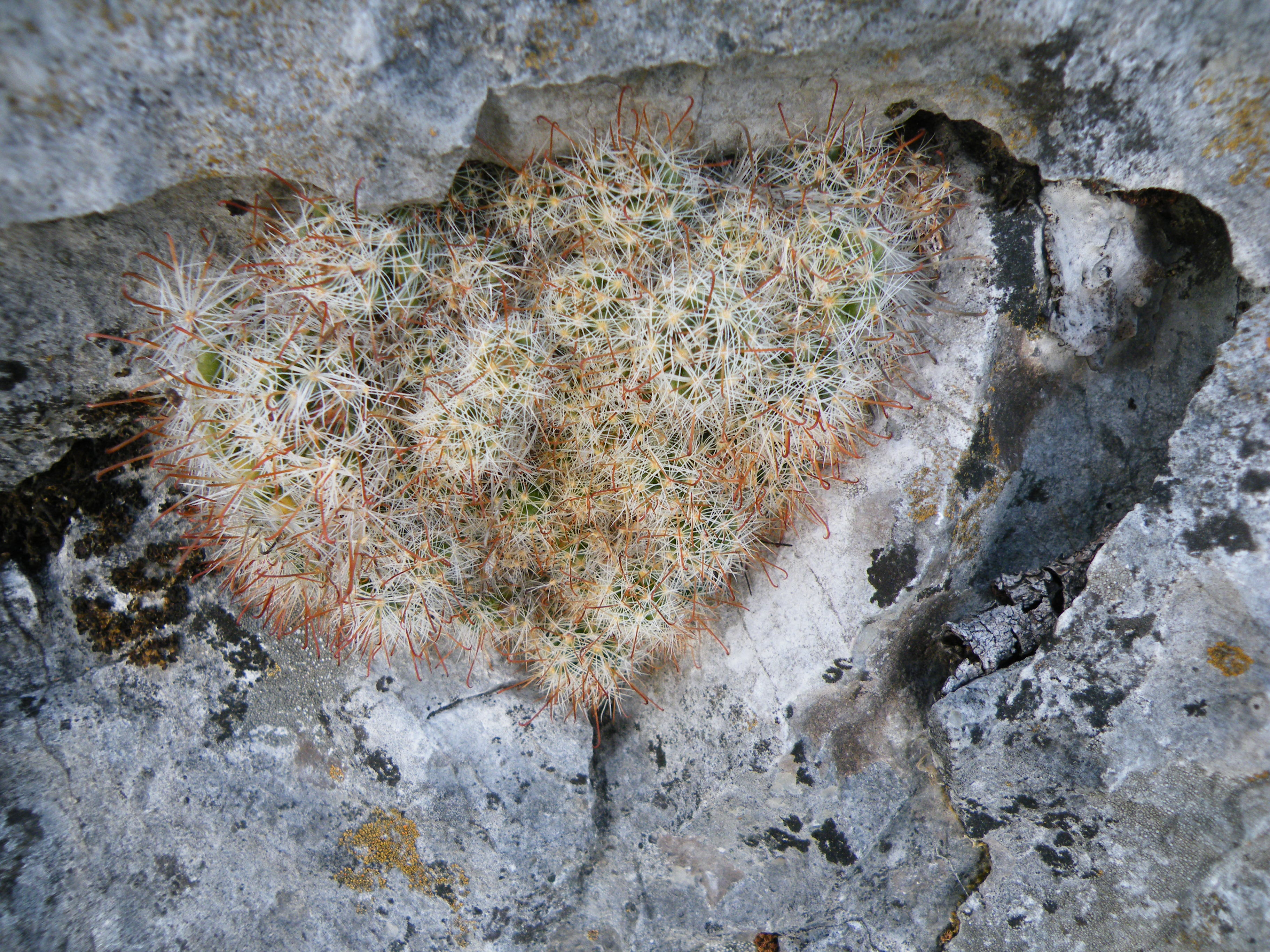
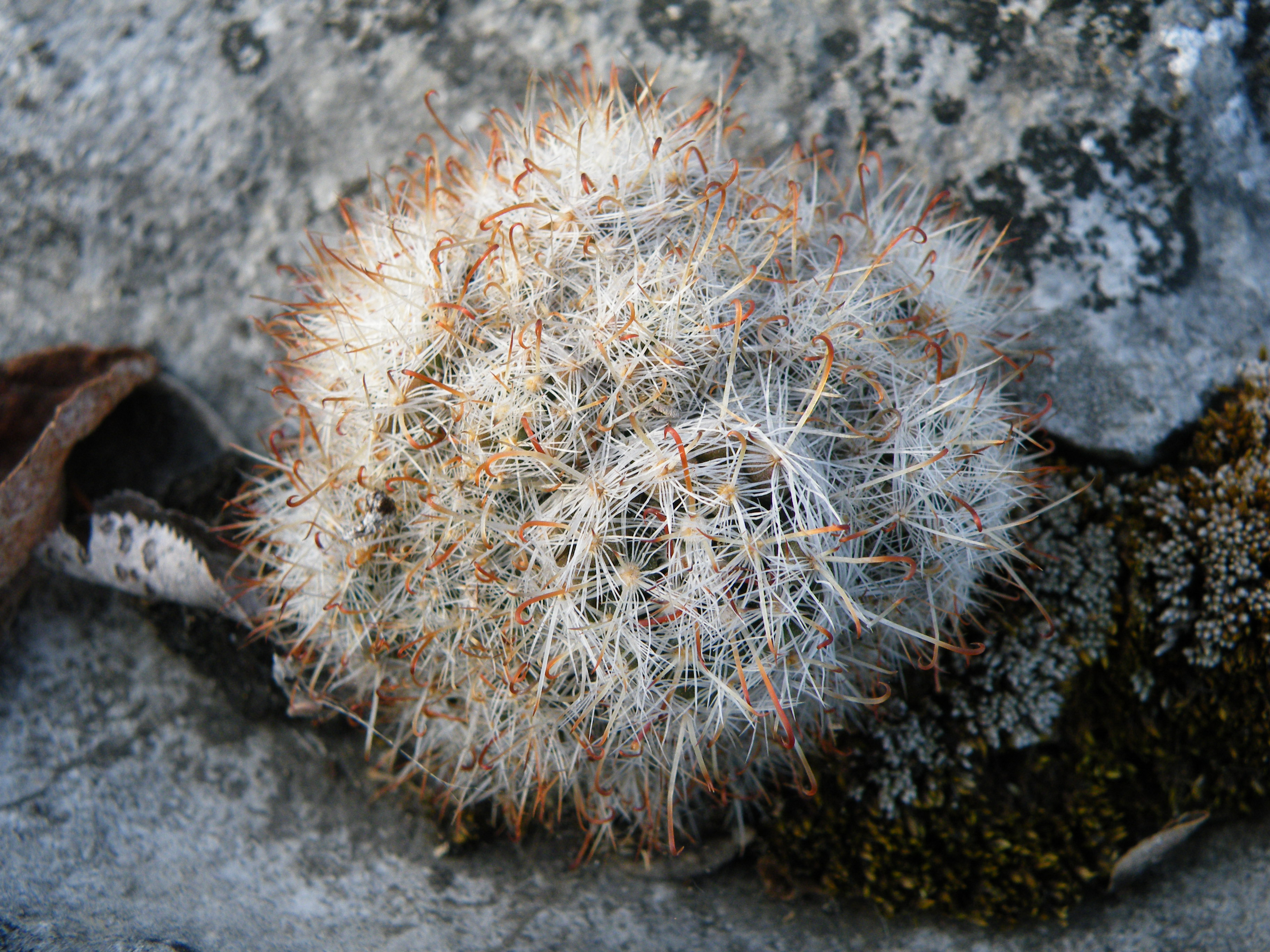